# Robert Hart
Robert Hart (* jako Kevin Michael O'Neill; 1. listopadu 1958, Bournemouth, Anglie) je britský rockový zpěvák. V letech 1994-1998 byl členem skupiny Bad Company a od roku 2011 zpívá ve skupině Manfred Mann's Earth Band. Dříve byl také členem skupin Company of Snakes, The Jones Gang a dalších.